# Macrocheles robustulus
Macrocheles robustulus är en spindeldjursart som först beskrevs av Berlese 1904.  Macrocheles robustulus ingår i släktet Macrocheles och familjen Macrochelidae. Inga underarter finns listade i Catalogue of Life.